# Lithoserix williamsi
Lithoserix williamsi är en stekelart som beskrevs av Brown 1986. Lithoserix williamsi ingår i släktet Lithoserix och familjen brokparasitsteklar. Inga underarter finns listade i Catalogue of Life.